# Norrköping Dolphins
Le Norrköping Dolphins est un club suédois de basket-ball basé à Norrköping. Le club appartient à la Obol Basketball League soit le plus haut niveau du championnat suédois.

## Palmarès
- Champion de Suède masculin : 1980, 1998, 2010, 2012, 2018, 2021

## Section handibasket
L'équipe est la deuxième équipe la plus médaillée sur la scène européenne parmi les clubs suédois, derrière HIF Norrbacka qui avait remporté l'EuroCup 1 en 1981 et pris deux médailles de bronze (en 1983 et 1984).
Palmarès européen
- IWBF Challenge Cup (Eurocup 4) :
  - 2009 :  3e place[2]
  - 2010 :  Champion d'Europe[3]